# Cap Angela
Le cap Angela ou  ras Ennghela (arabe : رأس أنجلة), est un cap rocheux de Tunisie, au bord de la mer Méditerranée, situé dans le gouvernorat de Bizerte (délégation de Bizerte Nord), à environ quinze kilomètres du centre de la ville de Bizerte.
En 2014, il est désigné comme le point le plus septentrional de l'Afrique continentale, le point le plus au sud étant le cap des Aiguilles, en Afrique du Sud.

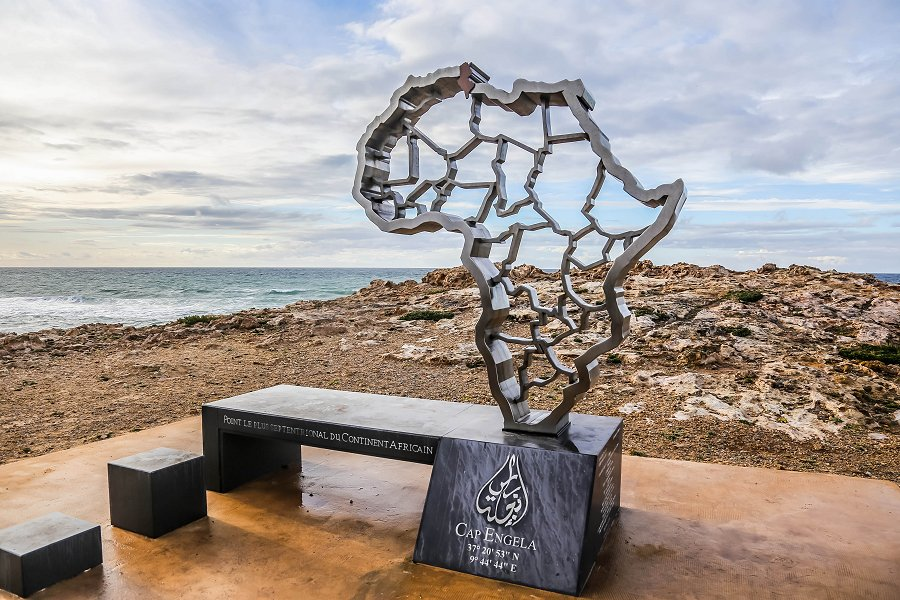
Monument.
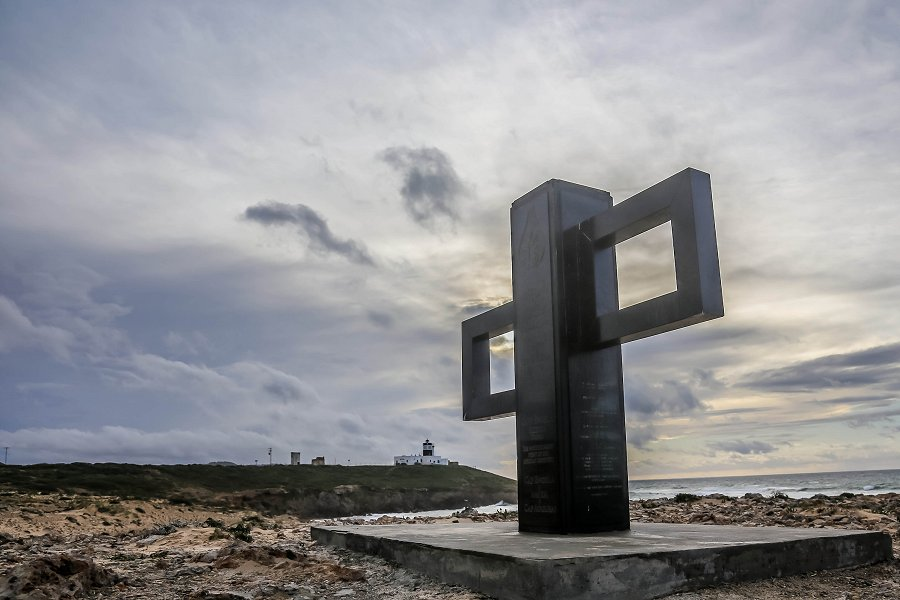
Monument.

Un phare à proximité immédiate guide les navires croisant au large.